# Al-Muttaki
Abu Iszak Ibrahim ibn Dża’far al-Muktadir al-Muttaki (arab. ‏أبو إسحاق إبراهيم بن جعفر المقتدر‎), znany również jako Al-Muttaki (arab. ‏المتقي‎; ur. ok. 908 w Bagdadzie, zm. 968) – dwudziesty pierwszy kalif Abbasydów.

## Życiorys
Ibrahim był synem osiemnastego kalifa Al-Muktadira i jego greckiej konkubiny Khalub, która znana była również jako Zuhra. Jego pełne imię to Ibrahim ibn Dża’far al-Muktadir al-Muttaki, a jego kunja Abu Iszak.
Za czasów swego kalifatu Al-Muttaki stał się mało znaczący. Gdy jego poprzednik, Ar-Radi zmarł, najważniejsi urzędnicy Bagdadu wybrali Ibrahima na następcę. Al-Muttaki w podzięce za jego nowe stanowisko, wysłał sztandar i szaty honorowe tureckiemu oficerowi Bajkamowi. To właśnie Bajkam wysłał Al-Muttakiemu urzędników do Bagdadu, aby pomogli w wyborze następnego kalifa. W ten sposób Al-Muttaki niepotrzebnie potwierdził Bajkamowi, że ma wysoką rangę. Przez krótki okres w stolicy znów panował spokój. W momencie jednak, gdy Bajkam udał się na polowanie i zginął z rąk bandy maruderów Kurdów, stolica stała się miejscem odnowionej anarchii.
Po odejściu wezyra Abu Abdallah al-Baridiego, do urzędu zostali wezwani Ali ibn Isa ibn al-Dżarrah i jego brat Abd al-Rahman i zostali mianowani szefami administracji, ale bez tytułu wezyra. Po kilku dniach bracia zostali odwołani, a Abu Iszak Muhammad ibn Ahmad Al-Karariti mianowany wezyrem. Kurankij został mianowany natomiast tytułem amir al-umara (dowódca dowódców).
W międzyczasie poprzednik Kurankija, Muhammad ibn Ra’ik, który uciekł do Syrii, został wzmocniony napływem dowódców tureckich opuszczających Bagdad i otrzymał list od Al-Muttakiego zapraszający go do powrotu do stolicy Abbasydów. Gdy Kurankij dowiedział się, że Muhammad wraca do Bagdadu, wysłał swoją armię, która spotkała siły zbrojne Muhammada w Ukbarze. Obie armie walczyły kila dni, ale ibn Ra’ik nie był w stanie zapewnić sobie zwycięstwa. Niemniej jednak oddział armii ibn Ra’ika wkroczył do Bagdadu, a dwa dni później większość jego armii. W walce, która wybuchła w samym mieście, armia Kurankija została rozgromiona, ponieważ byli atakowani również przez ludność. Kurankij ukrył się, a dominacja Muhammada została zapewniona. 22 września kazał stracić ocalałych ludzi Kurankija, a następnego dnia został ponownie mianowany tytułem amir al-umara. Kurankij został odnaleziony i uwięziony w pałacu.
Muhammad jako nowy amir al-umara przekonał Al-Muttakiego dla jego bezpieczeństwa, aby uciekł do Mosulu, gdzie został powitany przez dynastię Hamdanidów. Zorganizowali oni kampanię, aby przywrócić kalifa do stolicy. Ich cele były jednak czysto egoistyczne: zamordowali ibn Ra’ik i dołączyli jego rząd syryjski do swojego, a następnie zwrócili swoje ambicje w stronę Bagdadu. Ówczesny wódz Hamdanidów, Nasir Al-Dawla, ruszył z kalifem do Bagdadu.
Ich plany jednak się nie powiodły ze względu na obecność zagranicznych najemników i dobrze zorganizowane siły tureckie w mieście. Doprowadziło to do powrotu do Mosulu w niecały rok. Turecki generał, Tuzun, wkroczył do Bagdadu i został powitany jako amir al-umara. Jednakże nowe działania przeciwko jego wrogowi zmusiły Tuzuna do opuszczenia stolicy; a podczas jego nieobecności wybuchł spisek, który naraził kalifa na niebezpieczeństwo i zmusił go do ponownego zwrócenia się o pomoc do księcia Hamdanidów. Oddziały wysłane w odpowiedzi umożliwiły mu ucieczkę; uciekł do Mosulu, a następnie do Nusaybin. Al-Muttaki zamieszkał w Ar-Rakka.

## Upadek
Później Al-Muttaki oddał się w ręce Tuzuna, który złożył najświętsze przysięgi, że będzie służył prawdziwie i wiernie. Jednak wkrótce potem pozbawił go władzy i oślepił. Tego samego dnia Tuzun ustanowił kuzyna byłego kalifa swoim następcą, nadając mu tytuł Al-Mustakfi.